# Wahlkreis Islington North
Der Wahlkreis Islington North ist ein Wahlkreis (englisch constituency) für die Wahl eines Abgeordneten des britischen Unterhauses (House of Commons).

## Ergebnisse (seit 1945)

### Parlamentswahl 1945
| Kandidaten           | Kandidaten         | Parteien           | Stimmen | %    |
| -------------------- | ------------------ | ------------------ | ------- | ---- |
|                      | Leslie Haden-Guest | Labour Party       | 22.234  | 66,4 |
|                      | Charles Rhys       | Conservative Party | 11.240  | 33,6 |
| Gesamt               | Gesamt             | Gesamt             | 33.474  | 100  |
|                      |                    |                    |         |      |
| Quelle: UK Parlament |                    |                    |         |      |

### Parlamentswahl 1950
| Kandidaten           | Kandidaten        | Parteien           | Stimmen | %    |
| -------------------- | ----------------- | ------------------ | ------- | ---- |
|                      | Moelwyn Hughes    | Labour Party       | 26.354  | 57,9 |
|                      | Graham Page       | Conservative Party | 16.935  | 37,2 |
|                      | Robert Eric Burns | Liberal Party      | 2.189   | 4,8  |
| Gesamt               | Gesamt            | Gesamt             | 45.478  | 100  |
|                      |                   |                    |         |      |
| Quelle: UK Parlament |                   |                    |         |      |

### Parlamentswahl 1951
| Kandidaten           | Kandidaten        | Parteien           | Stimmen | %    |
| -------------------- | ----------------- | ------------------ | ------- | ---- |
|                      | Wilfred Fienburgh | Labour Party       | 27.406  | 59,6 |
|                      | Graham Page       | Conservative Party | 18.541  | 40,4 |
| Gesamt               | Gesamt            | Gesamt             | 45.947  | 100  |
|                      |                   |                    |         |      |
| Quelle: UK Parlament |                   |                    |         |      |

### Parlamentswahl 1955
| Kandidaten           | Kandidaten        | Parteien           | Stimmen | %    |
| -------------------- | ----------------- | ------------------ | ------- | ---- |
|                      | Wilfred Fienburgh | Labour Party       | 22.100  | 60,3 |
|                      | Euan Mackinnon    | Conservative Party | 14.522  | 39,7 |
| Gesamt               | Gesamt            | Gesamt             | 36.622  | 100  |
|                      |                   |                    |         |      |
| Quelle: UK Parlament |                   |                    |         |      |

### Nachwahl 1958
Die Wahl fand am 15. Mai statt.
| Kandidaten                 | Kandidaten     | Parteien                 | Stimmen | %    |
| -------------------------- | -------------- | ------------------------ | ------- | ---- |
|                            | Gerry Reynolds | Labour Party             | 13.159  | 67,7 |
|                            | Ronald Bartle  | Conservative Party       | 5.698   | 29,3 |
|                            | James McKie    | Independent Labour Party | 576     | 3,0  |
| Gesamt                     | Gesamt         | Gesamt                   | 19.433  | 100  |
|                            |                |                          |         |      |
| Quelle: by-elections.co.uk |                |                          |         |      |

### Parlamentswahl 1959
| Kandidaten           | Kandidaten     | Parteien           | Stimmen | %    |
| -------------------- | -------------- | ------------------ | ------- | ---- |
|                      | Gerry Reynolds | Labour Party       | 18.718  | 55,8 |
|                      | Ronald Bartle  | Conservative Party | 14.820  | 44,2 |
| Gesamt               | Gesamt         | Gesamt             | 33.538  | 100  |
|                      |                |                    |         |      |
| Quelle: UK Parlament |                |                    |         |      |

### Parlamentswahl 1964
| Kandidaten           | Kandidaten     | Parteien           | Stimmen | %    |
| -------------------- | -------------- | ------------------ | ------- | ---- |
|                      | Gerry Reynolds | Labour Party       | 15.525  | 55,3 |
|                      | Victor Lyon    | Conservative Party | 8.912   | 31,7 |
|                      | Eric Thwaites  | Liberal Party      | 3.634   | 12,9 |
| Gesamt               | Gesamt         | Gesamt             | 28.071  | 100  |
|                      |                |                    |         |      |
| Quelle: UK Parlament |                |                    |         |      |

### Parlamentswahl 1966
| Kandidaten           | Kandidaten     | Parteien           | Stimmen | %    |
| -------------------- | -------------- | ------------------ | ------- | ---- |
|                      | Gerry Reynolds | Labour Party       | 16.188  | 59,5 |
|                      | Michael Morris | Conservative Party | 8.357   | 30,7 |
|                      | Eric Thwaites  | Liberal Party      | 2.682   | 9,9  |
| Gesamt               | Gesamt         | Gesamt             | 27.227  | 100  |
|                      |                |                    |         |      |
| Quelle: UK Parlament |                |                    |         |      |

### Nachwahl 1969
Die Wahl fand am 3. Oktober statt.
| Kandidaten                 | Kandidaten         | Parteien              | Stimmen | %    |
| -------------------------- | ------------------ | --------------------- | ------- | ---- |
|                            | Michael O’Halloran | Labour Party          | 7.288   | 49,2 |
|                            | Andrew Pearce      | Conservative Party    | 5.754   | 38,9 |
|                            | Eric Thwaites      | Liberal Party         | 1.514   | 10,2 |
|                            | Austin Williams    | Independent Socialist | 245     | 1,7  |
| Gesamt                     | Gesamt             | Gesamt                | 14.801  | 100  |
|                            |                    |                       |         |      |
| Quelle: by-elections.co.uk |                    |                       |         |      |

### Parlamentswahl 1970
| Kandidaten           | Kandidaten         | Parteien               | Stimmen | %    |
| -------------------- | ------------------ | ---------------------- | ------- | ---- |
|                      | Michael O’Halloran | Labour Party           | 13.010  | 58,9 |
|                      | Andrew Pearce      | Conservative Party     | 7.862   | 35,6 |
|                      | Brian Green        | British National Front | 1.232   | 5,6  |
| Gesamt               | Gesamt             | Gesamt                 | 22.104  | 100  |
|                      |                    |                        |         |      |
| Quelle: UK Parlament |                    |                        |         |      |

### Parlamentswahl Februar 1974
| Kandidaten           | Kandidaten         | Parteien               | Stimmen | %    |
| -------------------- | ------------------ | ---------------------- | ------- | ---- |
|                      | Michael O’Halloran | Labour Party           | 13.332  | 51,3 |
|                      | Mark Wolfson       | Conservative Party     | 6.704   | 25,8 |
|                      | Michael Davenport  | Liberal Party          | 4.503   | 17,3 |
|                      | J. Score           | British National Front | 871     | 3,4  |
|                      | D. Fallon          | Labour and Democrat    | 570     | 2,2  |
| Gesamt               | Gesamt             | Gesamt                 | 25.980  | 100  |
|                      |                    |                        |         |      |
| Quelle: UK Parlament |                    |                        |         |      |

### Parlamentswahl Oktober 1974
| Kandidaten           | Kandidaten                           | Parteien            | Stimmen | %    |
| -------------------- | ------------------------------------ | ------------------- | ------- | ---- |
|                      | Michael O’Halloran                   | Labour Party        | 12.973  | 57,9 |
|                      | Charles Wellesley, Marquess of Douro | Conservative Party  | 6.155   | 27,5 |
|                      | Michael Davenport                    | Liberal Party       | 2.736   | 12,2 |
|                      | D. Fallon                            | Labour and Democrat | 558     | 2,5  |
| Gesamt               | Gesamt                               | Gesamt              | 22.422  | 100  |
|                      |                                      |                     |         |      |
| Quelle: UK Parlament |                                      |                     |         |      |

### Parlamentswahl 1979
| Kandidaten           | Kandidaten         | Parteien                    | Stimmen | %    |
| -------------------- | ------------------ | --------------------------- | ------- | ---- |
|                      | Michael O’Halloran | Labour Party                | 12.317  | 52,6 |
|                      | Neil Kerr          | Conservative Party          | 7.861   | 33,6 |
|                      | Kenneth Clarke     | Liberal Party               | 2.079   | 8,9  |
|                      | Stephen Hook       | British National Front      | 501     | 2,1  |
|                      | Michael Simpson    | Socialist Unity             | 438     | 1,9  |
|                      | Roy McCullogh      | Workers Revolutionary Party | 217     | 0,9  |
| Gesamt               | Gesamt             | Gesamt                      | 23.413  | 100  |
|                      |                    |                             |         |      |
| Quelle: UK Parlament |                    |                             |         |      |

### Parlamentswahl 1983
| Kandidaten           | Kandidaten                | Parteien                 | Stimmen | %    |
| -------------------- | ------------------------- | ------------------------ | ------- | ---- |
|                      | Jeremy Corbyn             | Labour Party             | 14.951  | 40,4 |
|                      | David Coleman             | Conservative Party       | 9.344   | 25,3 |
|                      | John Grant                | Social Democratic Party  | 8.268   | 22,4 |
|                      | Michael O’Halloran        | Independent Labour Party | 4.091   | 11,1 |
|                      | L. A. D. Bearsford-Walker | British National Party   | 176     | 0,5  |
|                      | Roy Lincoln               | unabhängig               | 134     | 0,4  |
| Gesamt               | Gesamt                    | Gesamt                   | 36.964  | 100  |
|                      |                           |                          |         |      |
| Quelle: UK Parlament |                           |                          |         |      |

### Parlamentswahl 1987
| Kandidaten           | Kandidaten        | Parteien                | Stimmen | %    |
| -------------------- | ----------------- | ----------------------- | ------- | ---- |
|                      | Jeremy Corbyn     | Labour Party            | 19.577  | 50,0 |
|                      | Ernest Noad       | Conservative Party      | 9.920   | 25,3 |
|                      | Alan Whelan       | Social Democratic Party | 8.560   | 21,8 |
|                      | Christopher Ashby | Green Party             | 1.131   | 2,9  |
| Gesamt               | Gesamt            | Gesamt                  | 39.188  | 100  |
|                      |                   |                         |         |      |
| Quelle: UK Parlament |                   |                         |         |      |

### Parlamentswahl 1992
| Kandidaten           | Kandidaten         | Parteien                         | Stimmen | %    |
| -------------------- | ------------------ | -------------------------------- | ------- | ---- |
|                      | Jeremy Corbyn      | Labour Party                     | 21.742  | 57,4 |
|                      | Lurline Champagnie | Conservative Party               | 8.958   | 23,7 |
|                      | Sarah Ludford      | Liberal Democrats                | 5.732   | 15,1 |
|                      | Christopher Ashby  | Green Party of England and Wales | 1.420   | 3,8  |
| Gesamt               | Gesamt             | Gesamt                           | 37.852  | 100  |
|                      |                    |                                  |         |      |
| Quelle: UK Parlament |                    |                                  |         |      |

### Parlamentswahl 1997
| Kandidaten           | Kandidaten        | Parteien                         | Stimmen | %    |
| -------------------- | ----------------- | -------------------------------- | ------- | ---- |
|                      | Jeremy Corbyn     | Labour Party                     | 24.834  | 69,3 |
|                      | James Kempton     | Liberal Democrats                | 4.879   | 13,6 |
|                      | Simon Fawthrop    | Conservative Party               | 4.631   | 12,9 |
|                      | Christopher Ashby | Green Party of England and Wales | 1.516   | 4,2  |
| Gesamt               | Gesamt            | Gesamt                           | 35.860  | 100  |
|                      |                   |                                  |         |      |
| Quelle: UK Parlament |                   |                                  |         |      |

### Parlamentswahl 2001
| Kandidaten           | Kandidaten        | Parteien                         | Stimmen | %    |
| -------------------- | ----------------- | -------------------------------- | ------- | ---- |
|                      | Jeremy Corbyn     | Labour Party                     | 18.699  | 61,9 |
|                      | Laura Willoughby  | Liberal Democrats                | 5.741   | 19,0 |
|                      | Neil Rands        | Conservative Party               | 3.249   | 10,8 |
|                      | Christopher Ashby | Green Party of England and Wales | 1.876   | 6,2  |
|                      | Stephen Cook      | Socialist Labour Party           | 512     | 1,7  |
|                      | Emine Hassan      | Reform 2000 Party                | 139     | 0,5  |
| Gesamt               | Gesamt            | Gesamt                           | 30.216  | 100  |
|                      |                   |                                  |         |      |
| Quelle: UK Parlament |                   |                                  |         |      |

### Parlamentswahl 2005
| Kandidaten           | Kandidaten       | Parteien                         | Stimmen | %    |
| -------------------- | ---------------- | -------------------------------- | ------- | ---- |
|                      | Jeremy Corbyn    | Labour Party                     | 16.118  | 51,2 |
|                      | Laura Willoughby | Liberal Democrats                | 9.402   | 29,9 |
|                      | Nicola Talbot    | Conservative Party               | 3.740   | 11,9 |
|                      | Jon Nott         | Green Party of England and Wales | 2.234   | 7,1  |
| Gesamt               | Gesamt           | Gesamt                           | 31.494  | 100  |
|                      |                  |                                  |         |      |
| Quelle: UK Parlament |                  |                                  |         |      |

### Parlamentswahl 2010
| Kandidaten           | Kandidaten           | Parteien                         | Stimmen | %    |
| -------------------- | -------------------- | -------------------------------- | ------- | ---- |
|                      | Jeremy Corbyn        | Labour Party                     | 24.276  | 54,5 |
|                      | Rhodri Jamieson-Ball | Liberal Democrats                | 11.875  | 26,7 |
|                      | Adrian Berrill-Cox   | Conservative Party               | 6.339   | 14,2 |
|                      | Emma Dixon           | Green Party of England and Wales | 1.348   | 3,0  |
|                      | Dominic Lennon       | UK Independence Party            | 716     | 1,6  |
| Gesamt               | Gesamt               | Gesamt                           | 44.554  | 100  |
|                      |                      |                                  |         |      |
| Ungültige Stimmen    | Ungültige Stimmen    | Ungültige Stimmen                | 134     | 0,3  |
| Wähler               | Wähler               | Wähler                           | 44.688  | 65,6 |
| Wahlberechtigte      | Wahlberechtigte      | Wahlberechtigte                  | 68.119  |      |
|                      |                      |                                  |         |      |
| Quelle: UK Parlament |                      |                                  |         |      |

### Parlamentswahl 2015
| Kandidaten           | Kandidaten        | Parteien                         | Stimmen | %    |
| -------------------- | ----------------- | -------------------------------- | ------- | ---- |
|                      | Jeremy Corbyn     | Labour Party                     | 29.659  | 60,2 |
|                      | Alex Burghart     | Conservative Party               | 8.465   | 17,2 |
|                      | Caroline Russell  | Green Party of England and Wales | 5.043   | 10,2 |
|                      | Julian Gregory    | Liberal Democrats                | 3.984   | 8,1  |
|                      | Greg Clough       | UK Independence Party            | 1.971   | 4,0  |
|                      | Bill Martin       | Socialist Party of Great Britain | 112     | 0,2  |
| Gesamt               | Gesamt            | Gesamt                           | 49.234  | 100  |
|                      |                   |                                  |         |      |
| Ungültige Stimmen    | Ungültige Stimmen | Ungültige Stimmen                | 198     | 0,4  |
| Wähler               | Wähler            | Wähler                           | 49.432  | 67,4 |
| Wahlberechtigte      | Wahlberechtigte   | Wahlberechtigte                  | 73.326  |      |
|                      |                   |                                  |         |      |
| Quelle: UK Parlament |                   |                                  |         |      |

### Parlamentswahl 2017
| Kandidaten           | Kandidaten              | Parteien                            | Stimmen | %    |
| -------------------- | ----------------------- | ----------------------------------- | ------- | ---- |
|                      | Jeremy Corbyn           | Labour Party                        | 40.086  | 73,0 |
|                      | James Clark             | Conservative Party                  | 6.871   | 12,5 |
|                      | Keith Angus             | Liberal Democrats                   | 4.946   | 9,0  |
|                      | Caroline Russell        | Green Party of England and Wales    | 2.229   | 4,1  |
|                      | Keith Fraser            | UK Independence Party               | 413     | 0,8  |
|                      | Michael Foster          | unabhängig                          | 208     | 0,4  |
|                      | Knigel Knapp            | Official Monster Raving Loony Party | 106     | 0,2  |
|                      | Susanne Cameron-Blackie | unabhängig                          | 41      | 0,1  |
|                      | Bill Martin             | Socialist Party of Great Britain    | 21      | 0,0  |
|                      | Andres Mendoza          | Communist League                    | 7       | 0,0  |
| Gesamt               | Gesamt                  | Gesamt                              | 54.928  | 100  |
|                      |                         |                                     |         |      |
| Ungültige Stimmen    | Ungültige Stimmen       | Ungültige Stimmen                   | 122     | 0,2  |
| Wähler               | Wähler                  | Wähler                              | 55.050  | 73,6 |
| Wahlberechtigte      | Wahlberechtigte         | Wahlberechtigte                     | 74.831  |      |
|                      |                         |                                     |         |      |
| Quelle: UK Parlament |                         |                                     |         |      |

### Parlamentswahl 2019
| Kandidaten           | Kandidaten        | Parteien                            | Stimmen | %    |
| -------------------- | ----------------- | ----------------------------------- | ------- | ---- |
|                      | Jeremy Corbyn     | Labour Party                        | 34.603  | 64,3 |
|                      | Nick Wakeling     | Liberal Democrats                   | 8.415   | 15,6 |
|                      | James Clark       | Conservative Party                  | 5.483   | 10,2 |
|                      | Caroline Russell  | Green Party of England and Wales    | 4.326   | 8,0  |
|                      | Yosef David       | Brexit Party                        | 742     | 1,4  |
|                      | Nick Delves       | Official Monster Raving Loony Party | 236     | 0,4  |
| Gesamt               | Gesamt            | Gesamt                              | 53.805  | 100  |
|                      |                   |                                     |         |      |
| Ungültige Stimmen    | Ungültige Stimmen | Ungültige Stimmen                   | 227     | 0,4  |
| Wähler               | Wähler            | Wähler                              | 54.032  | 71,9 |
| Wahlberechtigte      | Wahlberechtigte   | Wahlberechtigte                     | 75.162  |      |
|                      |                   |                                     |         |      |
| Quelle: UK Parlament |                   |                                     |         |      |

### Parlamentswahl 2024
| Kandidaten           | Kandidaten        | Parteien                         | Stimmen | %    |
| -------------------- | ----------------- | -------------------------------- | ------- | ---- |
|                      | Jeremy Corbyn     | unabhängig                       | 24.120  | 49,2 |
|                      | Praful Nargund    | Labour Party                     | 16.873  | 34,4 |
|                      | Sheridan Kates    | Green Party of England and Wales | 2.660   | 5,4  |
|                      | Karen Harries     | Conservative Party               | 1.950   | 4,0  |
|                      | Martyn Nelson     | Reform UK                        | 1.710   | 3,5  |
|                      | Vikas Aggarwal    | Liberal Democrats                | 1.661   | 3,4  |
|                      | Paul Josling      | unabhängig                       | 32      | 0,1  |
| Gesamt               | Gesamt            | Gesamt                           | 49.006  | 100  |
|                      |                   |                                  |         |      |
| Ungültige Stimmen    | Ungültige Stimmen | Ungültige Stimmen                | 189     | 0,4  |
| Wähler               | Wähler            | Wähler                           | 49.195  | 67,5 |
| Wahlberechtigte      | Wahlberechtigte   | Wahlberechtigte                  | 72.852  |      |
|                      |                   |                                  |         |      |
| Quelle: UK Parlament |                   |                                  |         |      |